# Crist abraçat a la creu (El Greco, Tipus-I, Nova York)
Crist abraçat a la creu és una obra d'El Greco feta el 1580 durant el seu primer període toledà. S'exhibeix en una sala del Museu Metropolità d'Art a Nova York.
És un dels temes més repetits en el corpus pictòric d'El Greco. Harold Wethey, en el seu catàleg comentat d'obres d'aquest pintor, distingeix tres tipologies d'aquest tema. La pintura del Metropolitan Museum of Art de Nova York seria la primera obra coneguda d'aquest tema, i és el prototip del Tipus-I. Wethey li dona el núm. de Catàleg 50.

## Temàtica de l'obra
Pot derivar-se de la seva famosa obra L'espoli, originàriament planejada per ser una sèrie que abordés completament la passió de Crist. Jesús de Natzaret, en primer pla, camina rumb al Mont Calvari subjectant la creu. Eleva la mirada cap al cel amb els ulls amarats de llàgrimes, encara que el seu rostre inspira serenitat i fins i tot alegria, assumint amb enteresa el seu martiri.

## Anàlisi de l'obra del Metropolitan Museum of Art de Nova York
En el quadre a la part superior es pot veure un núvol d'àngels, de clara inspiració romana d'Orient. El cel tempestuós converteix l'obra en una zona dominada per les fogonades de llum, que semblen esculpir els plecs de la roba de Jesús. L'anatomia del Fill de Déu sembla completament inspirada en l'obra escultòrica de Miquel Àngel.
L'esguard del Crist és més suau que en les altres versions del mateix Tipus-I. Són notables els detalls de la Corona d'espines, de la barba, i de dos pronunciats flocs de cabell que destaquen sobre el mantell blau en el costat esquerre. Els ulls són grans, lluminosos i humits, ni el mantell ni la corona d'espines ni cap altre detall necessiten ser truculents per tal de transmetre una sublim expressió.
Les mans amb ungles nacrades són també molt expressives, tot i que la dreta, excessivament netejada, deja entreveure la subjacent preparació en la part del canell.

## Procedència
- Comtessa de Quinto,
- Venda a París en 1862
- Col·lecció Stirling; Keir; Escòcia, fins a l'any 1953
- Metropolitan Museum of Art[3]

## Altres versions del Tipus-I
Segons H.E.Wethey, existeixen quatre versions autògrafes més:
- Museu Nacional d'Art Decoratiu; Buenos Aires; Oli sobre llenç; 81 × 59 cm.; 1590-95; Signat a la part baixa del braç curt de la creu, amb lletres cursives gregues. És segurament una de les millors i més importants pintures d'El Greco a l'Hemisferi sud.
- Catedral de Conca; Museu Diocesà de la Catedral; Oli sobre llenç; 48 × 38 cm.; 1590-95; El quadre ha estat massa restaurat i retallat, per la qual cosa ha desaparegut part de la signatura.
- Crist amb la Creu (El Greco) al Museu Nacional d'Art de Catalunya.
- Antigament a Sinaia (Romania) Palau Reial; Oli sobre llenç; 115 × 71 cm.; 1585-90; Segons Wethey, tot i que hi va intervenir el mestre, la seva naturalesa tosca i altres detalls, suggereixen la intensa intervenció del taller.[4]

## Còpies
- París; Col·lecció privada; Oli sobre llenç; 111 × 72 cm.; 1585-90; Escola d'El Greco
- National Gallery of Art; Atenes; Oli sobre llenç; 53 × 38 cm.;1590-95; signat amb primes lletres gregues sota els dits de Crist;
- Antigament a Corçà (Baix Empordà); Oli sobre llenç; 1650 ca.; desaparegut el 1936, en resta una fotografía.
- Fogg Museum; Oli sobre llenç; 63 × 48 cm.; Còpia tan repintada i bruta que sembla una caricatura, segons Wethey.
- Madrid; Col·lecció privada; s. XVII ?; 82 × 61 cm.
- Parador desconegut; Oli sobre llenç; 54 × 38 cm; 1650 ca.
- Parador desconegut; Oli sobre llenç; 1650 ?[5]